# Badjoudè
Badjoudè är en ort i Benin.   Den ligger i kommunen Quake i departementet Donga, i den centrala delen av landet, 400 kilometer norr om huvudstaden Porto-Novo. Badjoudè ligger 470 meter över havet och antalet invånare i och runt orten är 12 385
Terrängen runt Badjoudè är huvudsakligen platt. Badjoudè ligger uppe på en höjd. Närmaste större samhälle är Barei, 17,5 kilometer öster om Badjoudè. 
Omgivningarna runt Badjoudè är en mosaik av jordbruksmark och naturlig växtlighet. Runt Badjoudè är det ganska tätbefolkat, med 80 invånare per kvadratkilometer.